# ...honderd. Ik kom!
...honderd. Ik kom! (1982) is een boek met columns van Piet Grijs, Victor Baarn, Battus, drs. G. van Buren en Jan Eter, allemaal pseudoniemen van Hugo Brandt Corstius. Ook zijn er een aantal boekbesprekingen in opgenomen.

## Titel
De titel verwijst naar het kinderspelletje verstoppertje spelen, waarbij het kind dat moet zoeken eerst tot honderd moet tellen en dan "Ik kom" roepen. Als vijf verstopte kinderen zijn de vijf pseudoniemen samengebracht.

## Inhoud
Het boek is ingedeeld volgens de methode waarop de auteur zijn werk meestal bundelt, namelijk uit een aantal afdelingen die elk weer uit hetzelfde aantal stukken bestaan als er afdelingen zijn. Zo bestaat dit boek uit tien afdelingen die elk weer tien stukken tellen. Om deze indeling te bereiken zijn in de afdeling over Wouter Buikhuisen niet alle columns uit 'Buikhuisen, dom én slecht' opgenomen.

### 10 x 10: Tien afdelingen van elk tien stukken
Naast de afdeling over Buikhuisen (hoofdstuk 2) zijn er tien andere columns van Piet Grijs (hoofdstuk 1), tien beschouwingen over wat er zoal geteld kan worden in Gerrit Komrijs bloemlezing van de Nederlandse poëzie in de 19e en 20e eeuw (hoofdstuk 3), een 'zomeridylle' en tien columns van Jan Eter (hoofdstuk 5 en 6), tien van Victor Baarn (hoofdstuk 7) en tien van de deftige dame drs. G. van Buren (hoofdstuk 9). Tien bespiegelingen van Battus ronden de selectie af. Naast het hoofdstuk met boekbesprekingen is er nog een afdeling die niet uit werk van één pseudoniem bestaat, namelijk hoofdstuk 4 over personen (Frits Bom, Jeroen Brouwers).
De boekbesprekingen uit hoofdstuk 8 gaan over onder meer Plato, de delen 9 en 10 van Lou de Jongs Het Koninkrijk der Nederlanden in de Tweede Wereldoorlog, Belcampo, en Gödel, Escher, Bach.